# Chavarriella brunneilinea
Chavarriella brunneilinea är en fjärilsart som beskrevs av Louis Beethoven Prout 1912. Chavarriella brunneilinea ingår i släktet Chavarriella och familjen mätare. Inga underarter finns listade i Catalogue of Life.